# Lourenço Homem da Cunha de Eça
Lourenço Homem da Cunha de Eça (2 de fevereiro de 1765 - Lisboa, 22 de agosto de 1833) foi um importante engenheiro português. Foi capitão, major, coronel, e sargento mor engenheiro, sendo professor da Real Academia de Fortificação, Artilharia e Desenho. 

## Biografia
Cunha de Eça teria nascido em 2 de fevereiro de 1765. Foi casado com D. Mariana Rita da Lapa Calado, juntos tiveram uma filha, D. Inês de Castro da Cunha de Eça Castelo Branco e Melo, casada com Inácio Pizarro de Morais Sarmento, em 1832.
Sabe-se já tinha uma carreira prestigiosa na engenharia militar em 1803. Ascendeu aos cargos de capitão, major, coronel, e sargento mor engenheiro. Por suas contribuições foi agraciado com o hábito de Cristo, e uma tença de 12$000 réis. Em 1822 foi novamente agraciado, desta vez com a comenda da Ordem de Avis, pelas mãos de D. João VI. Em 1825 foi elevado a cavaleiro da Torre e da Espada. 

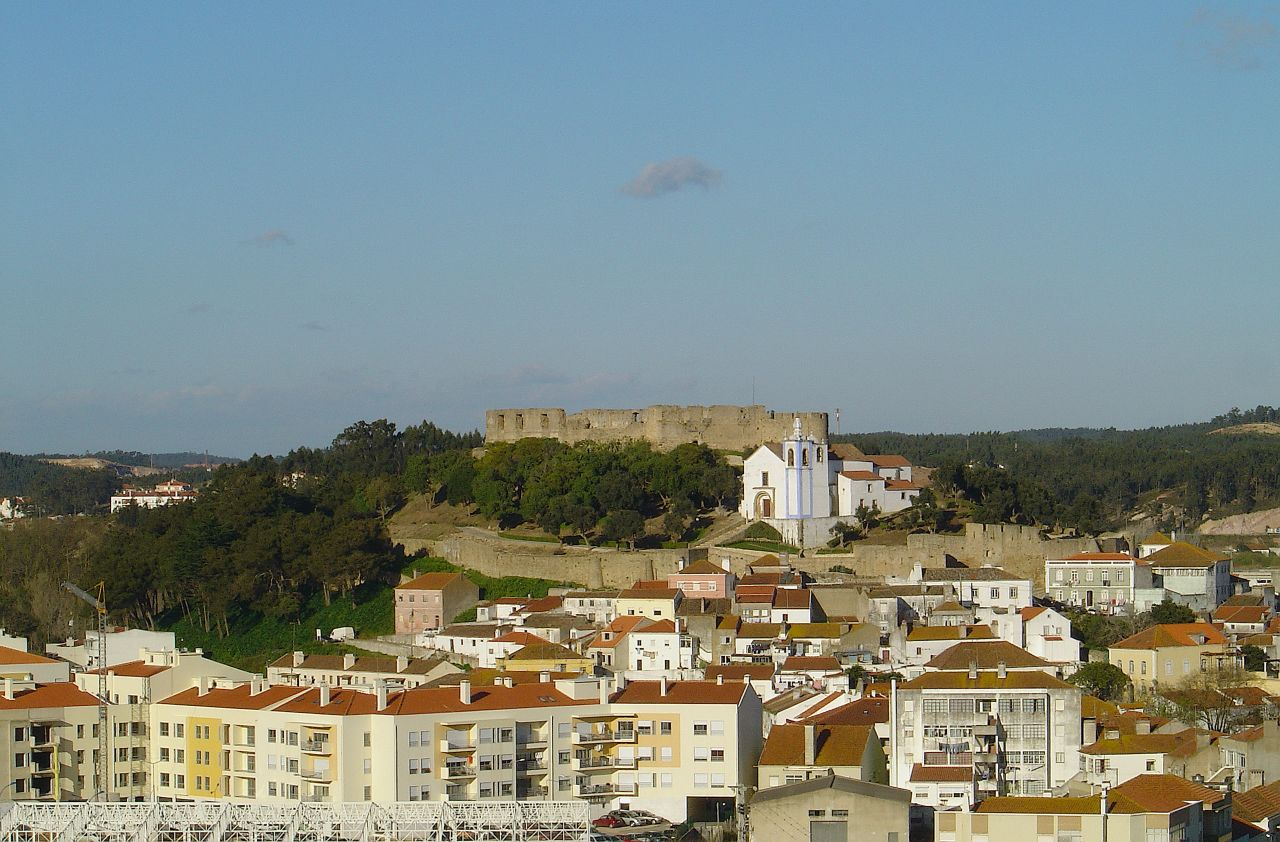
Castelo de Torres Vedras atualmente

Além de militar foi também administrador, a partir de 1804, de duas capelas: na vila de Alcácer do Sal e na de Alcáçovas. Mais tarde, em 1808, tornou-se governador militar do povoado de Sacavém. A sua mais importante função, todavia, foi em 1810, quando lhe foi passado o comando, organização, instrução e disciplina dos artilheiros das ordenanças (ou artilheiros milicianos). 
Inicialmente ficou responsável pelas 10 companhias de Torres Vedras, depois assumiu o comando geral, ficando responsável por 24 companhias de guarnição. Dessas 14 guarneciam a primeira linha (entre Alhandra e a foz do rio Sizandro) e 10 guarneciam a segunda linha (entre Alverca e a foz do rio Safarujo).
Já próximo do fim de sua vida, em 1830, foi nomeado corregedor. Cunha de Eça morreu em 22 de agosto 1833, na cidade de Lisboa, cheio de prestígio e glória. 